# 大麒麟將能
大麒麟 將能（だいきりん たかよし、1942年6月20日 - 2010年8月4日） は、佐賀県佐賀郡東川副村（のち諸富町、現・佐賀市）出身で二所ノ関部屋に所属した大相撲力士。本名は堤 隆能（つつみ たかよし）。最高位は東大関。現役時代の体格は181cm、140kg。得意手は右四つ、寄り、吊り、うっちゃり。

## 来歴
中学生の頃は柔道の選手として活躍。また生徒会長を務めるなど人望もあり、体力のみならず学力にも秀で､将来は防衛大学校を目指していたといわれ、後に理論、頭脳明晰として知られる人物の片鱗を見せていた。その素質に目をつけた二所ノ関親方（元大関・佐賀ノ花）に勧誘され1958年（昭和33年）5月場所本名のまま初土俵。後に「麒麟児」と改名（新十両の1962年（昭和37年）7月場所のみ「麒麟兒」、翌9月場所「麒麟児」に改名）。
幕下に上がった頃に寄生虫に寄生されて体調を崩し、恥ずかしくて人に言えない中で虫下しを飲んで自己流で治療したが4ヶ月間に渡って捗々しい効果が得られなかった。1961年3月場所前、ついに恥を忍んで大阪市内にある病院に向かい、回虫ではなく虫下しの無効なサナダムシに寄生されていることが判明。専用の治療薬を貰って有効な治療を開始した。3月場所は負け越して4場所連続の負け越しとなったが、場所中に10mものサナダムシを排出して治療に成功した。
1963年（昭和38年）9月場所新入幕。しかしその場所9日目の朝稽古で左脚を負傷（左脛骨上端骨折・左膝十字靱帯断裂）し休場、一時は幕下まで陥落。1965年（昭和40年）7月場所再入幕。兄弟子の横綱・大鵬があれほど苦戦させられた横綱・柏戸に強く、初顔の1966年（昭和41年）5月場所（地位は前頭5枚目）5日目、柏戸を土俵際で見事にうっちゃりで勝ち注目を浴びた。重さと柔軟性を活かした取り口で、前さばきもうまく柏戸に何度も苦杯を舐めさせた（対戦成績は大麒麟（麒麟児）の9勝8敗）。
その後三役で大勝ちし大関とりといわれる場所を何度も迎えたが、大事な所で弱く何度も失敗。1968年（昭和43年）3月場所では、小結で14日目を終えて12勝2敗と大関・豊山と前頭8枚目・若浪と並んでトップであったが千秋楽で関脇・前の山に敗れて優勝のチャンスを逸してしまう。しかし4大関（玉乃島、北の富士、琴櫻、豊山）全員を破り12勝3敗の成績を上げ、4回目の殊勲賞を獲得した。
1969年（昭和44年）1月場所からは11場所連続で三役（小結・5場所、関脇・6場所）に座り続け、1970年（昭和45年）5月場所より「大麒麟」と改名。この場所関脇で9勝6敗、7月場所は14日目まで横綱・北の富士と関脇・前乃山と並びトップであったが、またも千秋楽で前乃山に敗れ優勝争いから脱落、12勝3敗で終えた。大関獲りの場所となった秋場所では11日目までに10勝を挙げ、12日目の貴ノ花戦ではあと1勝で大関の座を手にできる大麒麟に対してあと1勝で新小結の座を守れる貴ノ花という状況が出来上がっていた。立ち合い大麒麟がモロ差しに成功し、元気な貴ノ花を土俵中央から西へ高々と吊り上げた。この瞬間、悲願の大関昇進が確定。13日目まで12勝1敗と全勝の横綱・玉の海を追うも大関・清國と琴櫻に連敗し、結局12勝3敗で終えたが、ようやく大関の座を射止めた。
大関昇進後の前半10場所は7場所が二桁勝利という安定した成績を挙げていたが、初日に敗れることが多かった（大関昇進後、初日のみの戦績は8勝16敗1休）。
1971年7月場所11日目の琴櫻にあっけなく敗れた一番は「八百長ではないか」と非難が集中、「ファンの疑惑を招く相撲内容であった」として協会が両力士に厳重注意を発したが、「負け方によっていちいち呼ばれるのは心外だ。ぎこちなく負けることだってあるさ。こっちだって優勝がかかっていたんだ」とこの警告に対し不満の意を述べた。1971年11月場所前に福岡拘置所を訪れ拘留中であった伊豆組幹部と面会したことで協会から警告を受けた。1972年（昭和47年）7月場所に右腕を骨折してからは成績が降下し1973年（昭和48年）3月場所には3勝12敗と大きく負け越した。結局大関時代の最高成績は11勝4敗、素質は横綱を充分に期待できる程のものだったが優勝もなく果たせなかった。1974年（昭和49年）11月場所、初日前頭筆頭・旭國、2日目小結・魁傑と連敗、3日目前頭2枚目・先代栃東に勝ったものの、その翌日に引退を表明。年寄・押尾川を襲名した。
師匠没後の1975年（昭和50年）9月、内弟子16名を連れて谷中・瑞輪寺に立て籠もり分家独立を申し出た。二所ノ関の後継者の座を巡っては、かねてから当時まだ現役で、同年7月場所に初優勝を果たした関脇の金剛と相続を争っていたが、金剛が師匠の次女と婚約し事実上勝利した。独立はこれを受けてのものだったが周囲の反対に遭い紛糾。「二所ノ関騒動」、「押尾川の乱」と呼ばれる事態に発展する。また、この騒動には天龍源一郎も巻き込まれていた（結果的に天龍は廃業し、プロレスラーへ転身した）。
最終的には二所ノ関一門の重鎮であった11代花籠の調停により、16名中6名（青葉城（のち不知火）ほか）を連れて行くことが認められ押尾川部屋を開設した。後に、益荒雄、大至、恵那櫻、佐賀昇、日立龍、騏乃嵐などの幕内力士やプロレスラーに転身した玉麒麟=田上明を育てた。しかし弟子の益荒雄が引退後、強引に分家独立（阿武松部屋）しようとした際には、自身が破門している。なお、玉麒麟の突然の廃業もやはり確執（新十両昇進の際の祝儀に関する金銭問題等）によるもので、実質的には破門の形で廃業させている。
日本相撲協会では騒動の影響もあってかなかなか要職に就けなかったが、2004年（平成16年）から1期2年間、理事・審判部長を務めた。自らの停年（定年。以下同）まではまだ余裕があったが後継者を指名することなく部屋を畳むことを決め、2005年（平成17年）4月1日付で尾車部屋へ若麒麟（のちに大麻取締法違反の罪で起訴され、プロレスラーへ転身）を含む全力士を移籍させ押尾川部屋は消滅した。一時期学生相撲出身者の勧誘も始めようとしたが支度金の競争に呆れて手を引いたといい、このように新弟子勧誘がうまくいかなかったことも部屋閉鎖の動機と見られる。自身も尾車部屋の部屋付き親方となったが、区切りがついたとして停年まで1年を残して2006年（平成18年）6月30日、協会を退職した。その後、公の場（例：年寄名跡を譲った愛弟子・若兎馬の断髪式）に姿を見せたという話は聞かれなかったが、2010年の角界の野球賭博事件でかつて弟子であった若隆盛が逮捕される際に、ニュース番組の電話取材に応じていた。
長男は医師で、大麒麟も健康管理には十分気を使い平穏な隠居暮らしを望んでいたが、元弟子の若麒麟や若隆盛の逮捕・起訴による心労がたたったためか2010年8月4日、膵臓癌のため逝去した。68歳没。

## 人物
- 信条とする言葉は「初志貫徹」。趣味は読書・ジョギング・囲碁。草餅が好物だった。
- 天才と呼ばれることを嫌った兄弟子・大鵬に「彼こそ天才と呼ぶにふさわしい」と言わしめた[2]。上位に定着した頃から、天才的というよりは錬成された取り組みの方が増えていった。
- 角界きってのインテリとしても知られ、部屋の書棚には哲学や宗教の本が並んでいた[11]。

## 取り口
横綱・照國もそうだったが、体重のある大兵なのに足腰は柔軟であり吊り上げると相手に被さるように重さが掛かってしまうことが彼の特徴だった。廻しをきつく締めても取り組み中に緩みやすいところも似ていた。
稀代のうっちゃり腰を持っていたが、解説の玉ノ海、神風とも『俵に足がかかると、うっちゃりしか考えない』とその取り口を批判した。しかし相手を腹に乗せうっちゃる技は決まれば他に例を見ないほど鮮やかなもので、「麒麟児のうっちゃり」ファンが多数いたこともまた事実である。
口をへの字に曲げ下唇をやや突き出しながら、体をグニャグニャと動かし柔軟さを表した仕切り姿も特徴的で、特に廻しをちょっとずり上げる、かと思えば軽く叩く等細かい動きを仕切りの間中行い、丁度メジャーリーガーのノマー・ガルシアパーラが打席に立った時に手袋をいじり続けるのと非常に似通ったある種奇怪な動きを執拗に繰り返し、実況で大鵬が『あれはみっともないからやめろ』と注意したというエピソードが紹介されたことがあった。

## エピソード
- 大鵬の横綱土俵入りにおいては長く従者を務め、大関昇進後も大鵬の引退まで太刀持ちを演じたが、これは極めて異例である。
- 引退後の大麒麟は、脳梗塞に倒れた兄弟子・大鵬を目の当たりにしてか、絶食により体重を落としスリムな体型にした。また力士になると声帯にも脂肪がついていわゆる力士らしい声になるというが、物言い協議終了後の場内への説明などでは、元力士とは思えぬ高い声であった。
- 玉麒麟の稽古嫌いぶりには非常に手を焼き、これが確執の原因の1つとなった。玉麒麟の全日本プロレス入門時にも押尾川は、天龍に対して「今度そっちに田上ってのが行くけど、本当に稽古しねぇ奴だからな」と伝えており、玉麒麟の扱いに対して注意を促したとされている。

## 合い口
- また、上記の柏戸の他に、当時はまだ三役にいた頃の北の湖にもかなり強く、6勝4敗と勝ち越している。

## 主な成績
- 通算成績：710勝507敗69休 勝率.583
- 幕内成績：473勝337敗49休 勝率.584
- 大関成績：189勝132敗43休 勝率.589
- 現役在位：100場所
- 幕内在位：58場所
- 大関在位：25場所
- 三役在位：22場所（関脇14場所、小結8場所）
- 三賞：9回
  - 殊勲賞：5回（1966年5月場所、1967年1月場所、1967年5月場所、1968年3月場所、1969年11月場所）
  - 技能賞：4回（1966年9月場所、1967年5月場所、1970年7月場所、1970年9月場所）
- 金星：3個（柏戸2個、佐田の山1個）
- 各段優勝
  - 十両優勝：1回（1963年5月場所）
  - 三段目優勝：1回（1961年5月場所）

### 場所別成績
| | 一月場所 初場所（東京） | 三月場所 春場所（大阪） | 五月場所 夏場所（東京） | 七月場所 名古屋場所（愛知） | 九月場所 秋場所（東京） | 十一月場所 九州場所（福岡） |
| --- | ----------------------- | ----------------------- | ----------------------- | --------------------------- | ----------------------- | --------------------------- |
| 1958年 （昭和33年） | x                       | x                       | （前相撲）              | 西序ノ口8枚目 5–3           | 西序二段99枚目 6–2      | 西序二段57枚目 4–4          |
| 1959年 （昭和34年） | 東序二段57枚目 4–4      | 西序二段47枚目 5–3      | 東序二段25枚目 5–3      | 東序二段8枚目 6–2           | 東三段目88枚目 4–4      | 西三段目82枚目 4–4          |
| 1960年 （昭和35年） | 東三段目80枚目 4–4      | 西三段目70枚目 5–3      | 東三段目45枚目 6–2      | 東三段目13枚目 6–1          | 東幕下68枚目 1–6        | 東幕下81枚目 2–4–1          |
| 1961年 （昭和36年） | 東三段目13枚目 3–4      | 東三段目22枚目 3–4      | 東三段目31枚目 優勝 7–0 | 東幕下51枚目 4–3            | 西幕下46枚目 3–4        | 西幕下51枚目 6–1            |
| 1962年 （昭和37年） | 西幕下22枚目 6–1        | 東幕下5枚目 4–3         | 東幕下筆頭 4–3          | 東十両18枚目 9–6            | 西十両12枚目 7–8        | 西十両13枚目 6–9            |
| 1963年 （昭和38年） | 東十両16枚目 8–7        | 東十両14枚目 8–7        | 東十両9枚目 優勝 13–2   | 西十両筆頭 10–5             | 東前頭14枚目 4–5–6      | 西十両4枚目 休場 0–0–15     |
| 1964年 （昭和39年） | 東十両17枚目 4–11       | 西幕下5枚目 6–1         | 西十両16枚目 9–6        | 西十両11枚目 9–6            | 東十両6枚目 4–7–4       | 東十両12枚目 7–8            |
| 1965年 （昭和40年） | 東十両13枚目 10–5       | 西十両7枚目 9–6         | 西十両3枚目 11–4        | 西前頭14枚目 8–7            | 東前頭9枚目 9–6         | 東前頭4枚目 7–8             |
| 1966年 （昭和41年） | 東前頭5枚目 6–9         | 東前頭8枚目 8–7         | 東前頭5枚目 9–6 殊★     | 東前頭3枚目 6–9 ★           | 西前頭4枚目 11–4 技★    | 西関脇 7–8                  |
| 1967年 （昭和42年） | 西小結 9–6 殊           | 西関脇 7–8              | 西小結 12–3 殊技        | 東関脇 10–5                 | 西関脇 10–5             | 東関脇 4–11                 |
| 1968年 （昭和43年） | 東前頭4枚目 10–5        | 東小結 12–3 殊          | 西関脇 8–7              | 西関脇 8–7                  | 西関脇 6–9              | 西前頭2枚目 9–6             |
| 1969年 （昭和44年） | 東小結 8–7              | 東小結 9–6              | 東小結 8–7              | 東小結 8–7                  | 東小結 11–4             | 東関脇 11–4 殊              |
| 1970年 （昭和45年） | 東関脇 8–7              | 西関脇 8–7              | 西関脇 9–6              | 西関脇 12–3 技              | 東関脇 12–3 技          | 東大関 9–6                  |
| 1971年 （昭和46年） | 西大関 11–4             | 東大関 10–5             | 西大関 10–5             | 西大関 11–4                 | 東大関 10–5             | 東大関 9–6                  |
| 1972年 （昭和47年） | 東大関 休場 0–0–15      | 西張出大関 10–5         | 西張出大関 11–4         | 東大関 2–2–11               | 西張出大関 8–7          | 西張出大関2 10–5            |
| 1973年 （昭和48年） | 西張出大関 9–6          | 西大関 3–12             | 東張出大関 9–6          | 西大関 9–6                  | 西大関 3–6–6            | 東張出大関 8–7              |
| 1974年 （昭和49年） | 東張出大関 9–6          | 西張出大関 9–6          | 東張出大関 10–5         | 西大関 0–4–11               | 西大関 8–7              | 西大関 引退 1–3–0           |
| 各欄の数字は、「勝ち-負け-休場」を示す。 優勝 引退 休場 十両 幕下 三賞：敢=敢闘賞、殊=殊勲賞、技=技能賞 その他：★=金星 番付階級：幕内 - 十両 - 幕下 - 三段目 - 序二段 - 序ノ口 幕内序列：横綱 - 大関 - 関脇 - 小結 - 前頭（「#数字」は各位内の序列） |                         |                         |                         |                             |                         |                             |

### 幕内対戦成績
| 青ノ里   | 1    | 5(1) | 朝岡     | 0     | 1    | 浅瀬川 | 1     | 3    | 朝登     | 3  | 0    |  |  |  |
| 旭國     | 4    | 5    | 天津風   | 1     | 0    | 荒瀬   | 1     | 2    | 荒波     | 4  | 1    |  |  |  |
| 宇多川   | 0    | 1    | 追風山   | 1     | 0    | 大錦   | 0     | 1    | 小城ノ花 | 1  | 2    |  |  |  |
| 魁傑     | 7    | 8    | 海乃山   | 11    | 7    | 開隆山 | 2     | 2    | 柏戸     | 9  | 8    |  |  |  |
| 和晃     | 1    | 0    | 金乃花   | 1     | 1    | 北瀬海 | 4     | 1    | 北の湖   | 6  | 4    |  |  |  |
| 北ノ國   | 1    | 0    | 北の富士 | 15    | 26   | 北葉山 | 2     | 1    | 清國     | 20 | 21   |  |  |  |
| 黒姫山   | 13   | 7    | 高鉄山   | 10    | 4    | 琴櫻   | 19(1) | 24   | 佐田の山 | 5  | 6    |  |  |  |
| 錦洋     | 4    | 2    | 大受     | 13(1) | 9    | 大雪   | 2     | 0    | 大雄     | 7  | 2    |  |  |  |
| 貴ノ花   | 13   | 6    | 高見山   | 19    | 8    | 玉嵐   | 0     | 1    | 玉の海   | 10 | 21   |  |  |  |
| 鶴ヶ嶺   | 4    | 2    | 時葉山   | 4     | 0    | 栃東   | 12    | 6    | 栃王山   | 5  | 4    |  |  |  |
| 栃ノ海   | 1(1) | 0    | 栃富士   | 1     | 0    | 豊國   | 3     | 5    | 羽黒岩   | 8  | 2    |  |  |  |
| 長谷川   | 28   | 18   | 花光     | 2     | 0    | 廣川   | 3     | 1    | 福の花   | 18 | 7    |  |  |  |
| 房錦     | 2    | 1    | 富士櫻   | 6     | 2    | 富士錦 | 4     | 4    | 藤ノ川   | 14 | 8    |  |  |  |
| 二子岳   | 8    | 2    | 前田川   | 2     | 0    | 前の山 | 16    | 14   | 増位山   | 5  | 5(1) |  |  |  |
| 三重ノ海 | 15   | 6    | 禊鳳     | 2     | 0    | 明武谷 | 5     | 4    | 陸奥嵐   | 17 | 2    |  |  |  |
| 豊山     | 9    | 5    | 豊山     | 5     | 5(2) | 吉王山 | 1     | 0    | 義ノ花   | 3  | 3    |  |  |  |
| 琉王     | 2    | 0    | 龍虎     | 10(1) | 8    | 若獅子 | 0     | 1    | 若杉山   | 2  | 1    |  |  |  |
| 若秩父   | 1    | 3    | 若天龍   | 5     | 1    | 若浪   | 11    | 0    | 若鳴門   | 1  | 0    |  |  |  |
| 若ノ海   | 4    | 0    | 若乃洲   | 2     | 3    | 若三杉 | 1     | 1(1) | 若二瀬   | 10 | 5    |  |  |  |
| 若前田   | 1    | 0    | 若見山   | 1     | 2    | 輪島   | 3     | 13   | 鷲羽山   | 2  | 0    |  |  |  |

## 改名歴
- 堤 將能（つつみ たかよし）1958年7月場所 - 1962年5月場所
- 麒麟兒 將能（きりんじ - ）1962年7月場所
- 麒麟児 將能（きりんじ - ）1962年9月場所 - 1970年3月場所
- 大麒麟 將能（だいきりん - ）1970年5月場所 - 1974年11月場所

## 年寄変遷
- 押尾川 将能（おしおがわ たかよし）1974年11月 - 2006年6月